# Dwekh Nawsha
Le Dwekh Nawsha (syriaque : ܕܒܝܚ ܢܦܫܐ ; « futurs martyrs » en araméen) est une organisation militaire créée en août 2014 afin de défendre les communautés chrétiennes, assyriennes et chaldéennes d'Irak.

## Création et objectifs
Crée en août 2014 par Albert Kisso pour défendre les assyriens d’Irak de l’avancée de l’Etat islamique vers la plaine de Ninive où ils vivent.
Le groupe est rattaché au Parti patriotique assyrien mais contrairement au NPU, le Dwekh Nawsha est indépendant du Gouvernement régional du Kurdistan et des peshmergas, ils opèrent en coordination avec eux.

## Combattants étrangers
En dépit d'être dirigés par le Parti patriotique assyrien, la plupart des miliciens ne sont pas membres du parti. Plusieurs combattants étrangers ont rejoint le Dwekh Nawsha, dont des Occidentaux américains, australiens, et même des Français.
La branche étrangère des Dwekh Nawsha, à la suite de la création, au début de 2015, d'un site internet en France, revendique la création d'une antenne en Belgique, en juillet 2015, en Suisse début août et dans les DOM-TOM en septembre 2015. Cependant toutes leurs communications passent par un site web et des pages Facebook, ils n'ont en France aucune existence officielle (association loi de 1901 ou statut juridique officiel).